# 宝马M5
宝马M5是由BMW M開發及製造，基于宝马5系而来的高性能车型，1985年推出至今，竞争对手为奔驰E系的AMG款式、奥迪S6/RS6、凯迪拉克CTS-V/CT5-V等。

## 第一代M5，代号E28（1985年–1988年）
1984年於阿姆斯特丹首次展出，以同期的5系為藍本，强调舒适和高性能，左驾版和歐洲右驾版搭载3.5升直列六缸引擎（代号M88），输出286匹马力。北美版也搭载了3.5升直列六缸引擎（代号S38B35），马力输出252匹，总计生产2191辆。

## 第二代M5，代号E34（1989年–1995年）
第二代M5由宝马員工用大約兩周时间完全手工製造，让其擁有非常敏感的底盤和優良的操控。
早期搭载3.6升直列六缸引擎，马力输出315匹，后于1991年提升到3.8升，可输出340匹马力（北美市场除外）。后于1992年推出五门旅行车款式，1993年后改为搭载6速手动变速箱。

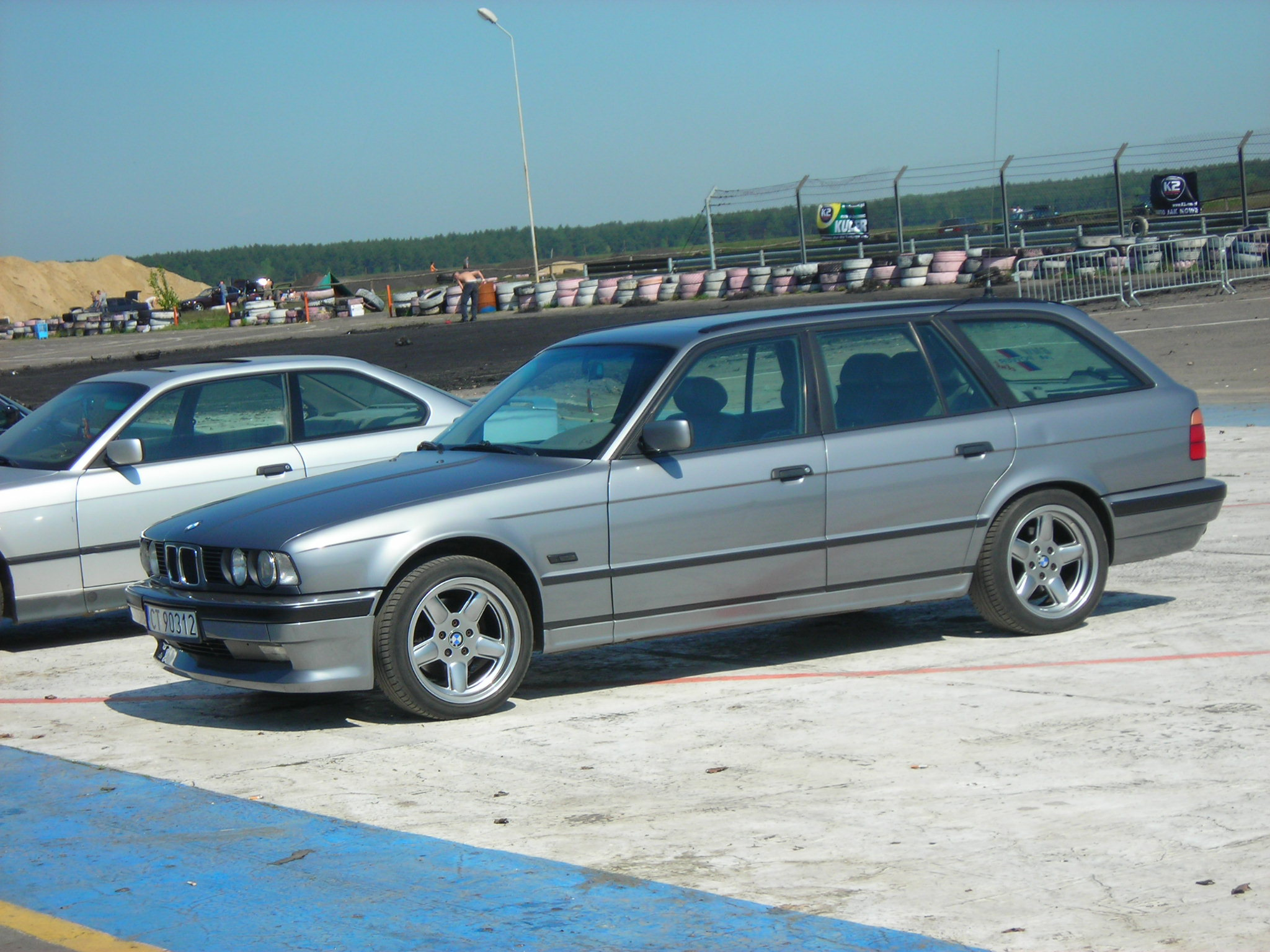
第二代M5 五门旅行车款式

## 第三代M5，代号E39（1998年–2003年）

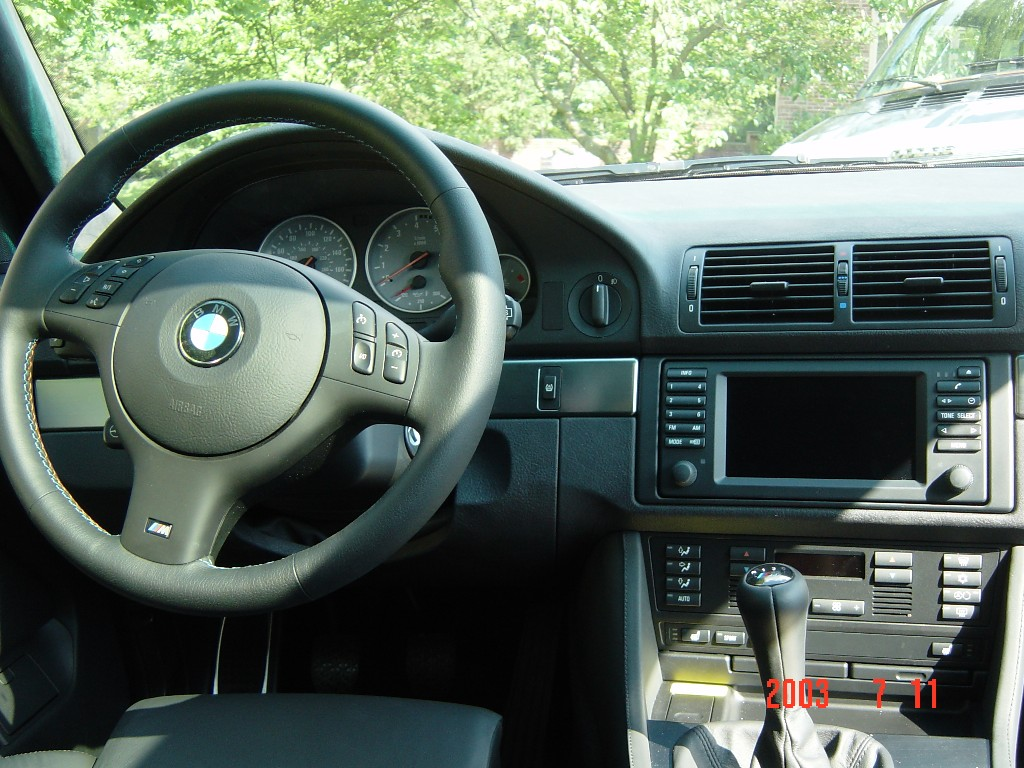
美版第三代M5内饰

于1998年的日內瓦车展中亮相，同年10月生产至2003年，總共有20482輛生产，无五门旅行车款式。
第三代M5搭载了全新的4.9升自然吸气V8引擎（代号S62B49）和6速手动变速箱，百公里加速4.5秒，输出390匹马力，在没有限速装置的情况下最高时速可达301公里。
此外，第三代M5还搭载了限滑差速器，降低了懸掛系統的高度、加裝防滚架及ABS功能以提升操控性。

## 第四代M5，代號E60（2004年-2010年）
於2005年首次展出，搭載5.0升自然吸氣V10引擎（代號S85B50），而這款V10引擎是寶馬第一台量產的V10引擎，同期安裝這款V10引擎的還有寶馬M6（第二代，代號E63），輸出507匹馬力，百公里加速僅需4.7秒。在紐柏格琳賽道錄得8分13秒的成績。
- E61 M5

五門旅行車款式以代號E61的名義在2007年亮相，眾多代M5中唯一設有旅行車版本僅有E61及2024年推出的G99，競爭對手為梅賽德斯-賓士E63 AMG Estate以及奧迪RS6 Avant；並沒有在北美市場發售。 

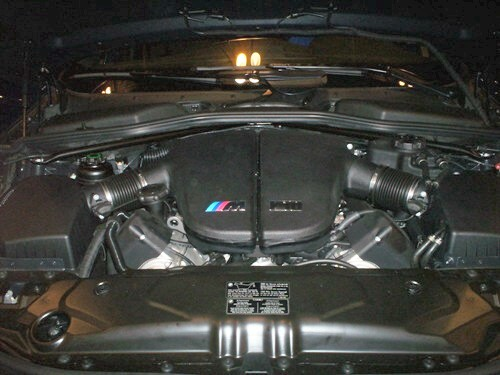
第四代M5所搭載的5.0升V10引擎（代號S85B50）

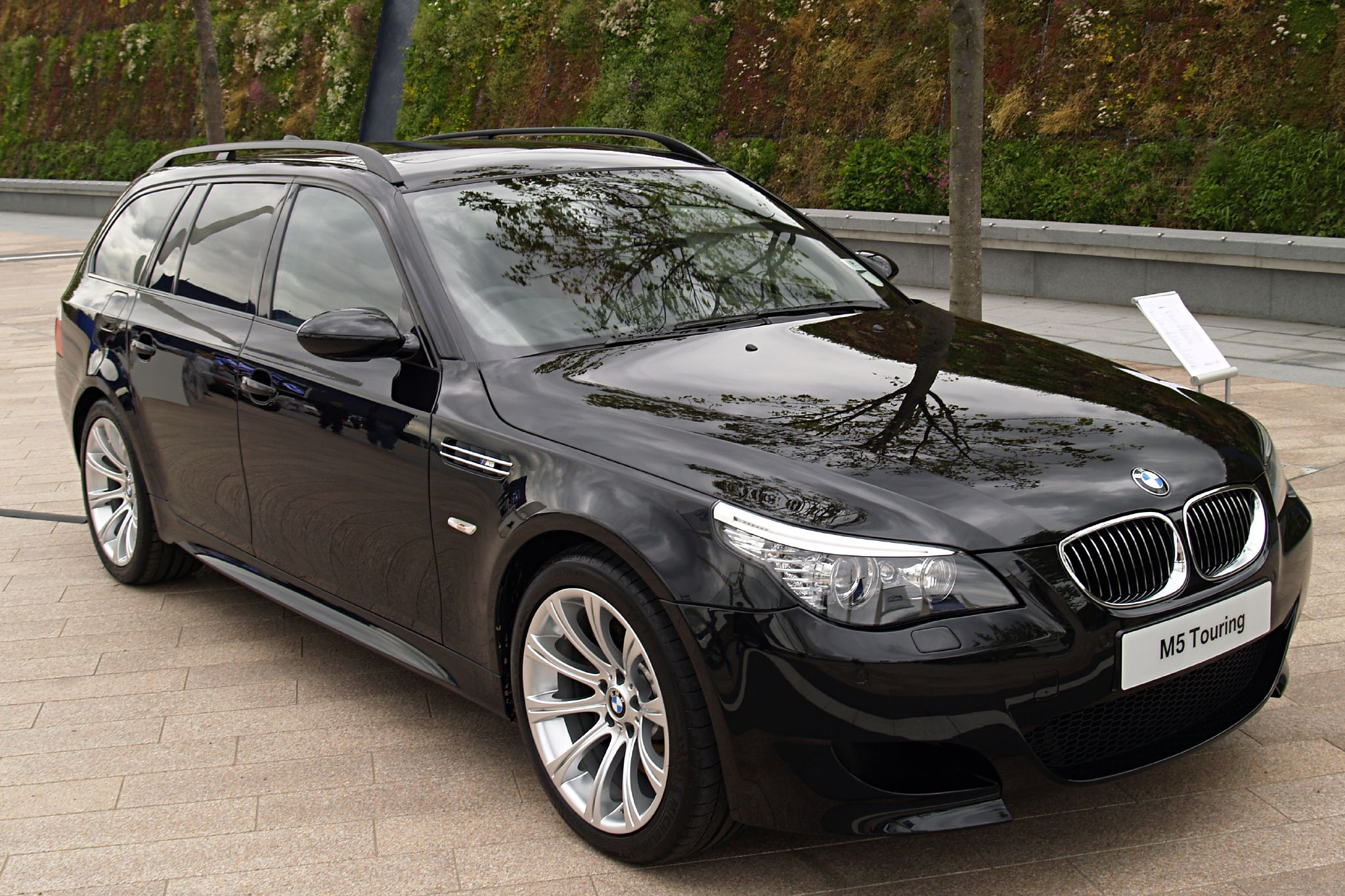
五門旅行車款式

## 第五代M5，代号F10（2011年-2017年）
于2011年的法蘭克福車展中亮相，搭载4.4升双涡轮增压V8引擎（代号S63B44），输出560匹马力，百公里加速仅需4.3秒，而在2015年推出的“Competition”款式中，马力更提升到600匹。

## 第六代M5，代号F90（2017至2023年）
于2017年的科隆游戏展首度亮相，为《极品飞车：复仇》作出宣传，同年11月登场法兰克福车展。
第六代M5采取前置引擎，四轮驱动的布局，搭载4.4升双涡轮增压V8引擎（代号S63B44）和ZF的8速自动变速箱，馬力600匹，百公里加速仅需3.4秒，在纽博格林赛道录得7分38秒的成绩；2018年8月，第六代M5推出“Competition”（又名雷霆版）款式，马力提升到625匹，在纽博格林赛道录得7分35秒的成绩。
2021年3月，第六代M5推出CS车型，相较于普通版M5减重116千克，马力提升到635匹。